# Nothing Compares 2 U
"Nothing Compares 2 U" és una cançó escrita pel cantant estatunidenc Prince, per al seu projecte musical The Family, i inclosa en el primer àlbum d'estudi de la banda, publicat l'any 1985. Sinéad O'Connor va enregistrar la cançó amb nous arranjaments i la va incloure en el seu segon àlbum, I Do Not Want What I Haven't Got, que va veure la llum el 1990. En la seva interpretació, O'Connor expressa la devastació que va suposar-li la pèrdua de sa mare. La producció va estar a càrrec d'O'Connor i Nellee Hooper, i l'icònic vídeo musical va ser dirigit per John Maybury.
Tot un èxit global, el desembre de 1990, la revista Billboard va declarar la «cançó #1 al món» en la primera edició dels Billboard Music Awards. El tema ocupa el lloc 162 de la llista de les 500 millors cançons de tots els temps, segons la revista Rolling Stone.

## Publicació
La cançó forma part del primer àlbum de The Family (homònim), i relata els sentiments de nostàlgia d'un amant abandonat. En no ser editada com a senzill, sinó com una cançó més dintre de l'àlbum, la cançó no va rebre el reconeixement que posteriorment aconseguiria gràcies a la interpretació de la cantant irlandesa Sinéad O'Connor. La intèrpret de Glenageary va llançar-la el gener de 1990 com un dels singles de presentació del seu segon disc, I Do Not Want What I Haven't Got.
El 1993, Prince va publicar una nova interpretació de "Nothing Compares 2 U", dintre del recopilatori The Hits/The B-Sides. Es tractava d'una versió enregistrada en directe l'any anterior, amb la participació de Rosie Gaines com a vocalista convidada. El 2018, en complir-se dos anys de la seva mort, la versió original gravada per l'artista el 1984 va ser reeditada en el recopilatori pòstum Originals.
A més de les interpretacions de Prince i O'Connor, el tema ha sigut versionat per artistes com Aretha Franklin, Chris Cornell o Kelly Clarkson. Mig any després de la mort de la irlandesa, Annie Lennox va cantar el tema durant la gala dels 66ens Premis Grammy.

## Recepció

### Comentaris de la crítica
La versió de la irlandesa va ser rebuda molt favorablement per la crítica. Bill Lamb d'About.com va escriure que «la interpretació visceral i emocional d'O'Connor la va convertir en un clàssic. Una pèrdua dolorosa troba una increïble bellesa vocal i un subtil arranjament instrumental». Matthew Hocter d'Albumism la va descriure com una cançó «profundament arrelada en emoció i desesperació, que portaria O'Connor a un dels moments més inoblidables de la història de la música». Steve Huey d'Allmusic va anomenar la cançó com a «sorprenent» i va destacar la seva «gran profunditat». Jodi Cleesattle d'American Eagle va escriure que se sentia el dolor a la veu de Sinéad O'Connor. Va destacar com la solitud i nostàlgia sobresurten a la cançó, afegint que la veu de la cantant «li queda perfecta. La seva veu s'enlaira i salta inesperadament però amb gràcia, fent de la balada, la més bonica de les cançons d'amor». Bill Coleman de Billboard la va anomenar «brillant interpretació d'un lament malenconiós». Ernest Hardy de Cashbox la va declarar «un drama genuí». Greg Sandow d'Entertainment Weekly la va declarar «una cançó per suportar la pèrdua d'un ésser estimat». També va dir que la seva «majestuosa i compassiva» instrumentació dóna a O'Connor «el llenç que necessita per ser tan punyent».
Tom Ewing de Freaky Trigger la va destacar com una cançó «molt esglaiadora, que captura la quietud, ira i devastació d'un dur trencament amb molta exactitud». Tom Moon de Knight Ridder va declarar que O'Connor «adapta la forma xiuxiuejant d'una baladista». Los Angeles Times va esmentar que la cantant «connecta una emoció crua amb sons sobris» amb «una suau, desesperada i malenconiosa bellesa». Music & Media va declarar que «de tots els recents covers de cançons de Prince ("I Feel For You", de Chaka Khan; "Kiss", de Tom Jones; i "Sign 'O' The Times", dels Simple Minds), aquesta és definitivament la més convincent». També van afegir que «més enllà de la versió original gravada per The Famly, la versió d'O'Connor, carregada d'emoció, té un atractiu immediat». David Giles de Music Week va comentar que la cançó «no és un dels millors moments de Prince i que O'Connor fa poc per disfressar el fet, tret d'alguns salts vocals emotius. Els sintetitzadors de cordes també tenen un efecte fúnebre, arrossegant la resta de la instrumentació amb ells».
The Network Forty va escriure que «quan Sinéad cantava "Nothing Compares 2 U", els mars es calmaven, els àngels ploraven i el Top 40 s'immobilitzava per escoltar aquesta poderosa expressió d'amor». Steven Wells de NME va dir de la cançó que era «un sever recordatori que O'Connor va ser beneïda amb una veu única i increïble». Mark Richardson de Pitchfork va comentar que «has de buscar molt dur per trobar, en la música pop, una expressió millor  del buit que hi ha quan una relació s'acaba». Sal Cinquemani d'Slant Magazine la va declarar com «potser l'èxit vocal més important de la seva carrera» i la va descriure com «una balada clàssica que és simplement seva». Tom Doyle d'Smash Hits va afegir que «no sona pas com la resta de les seves cançons».

### Èxit comercial
La balada d'O'Connor va ser un èxit mundial, aconseguint el cim de les llistes de popularitat a la seva nativa Irlanda, Austràlia, Àustria, Canadà, Alemanya, Mèxic, Holanda, Nova Zelanda, Noruega, Suècia, Suïssa, Regne Unit i als Estats Units. Va estar dins de les primeres cinc posicions a França i de les primeres vint a Dinamarca. Va ser certificada platí a Àustria, els Estats Units i el Regne Unit, i or a Alemanya i Suècia.
Als Estats Units, va ocupar el primer lloc del Billboard Hot 100 durant quatre setmanes, va arribar al cim del Billboard Alternative Songs i al segon lloc del Billboard Adult Contemporary. Va aconseguir la tercera posició del llistat anual del Hot 100 de l'any 1990, darrere de "Hold On", de Wilson Phillips; i "It Must Have Been Love", de Roxette. En la seva segona setmana en el número 1, l'àlbum I Do Not Want What I Haven't Got també va aconseguir arribar al cim del Billboard 200, lloc que ocuparia sis setmanes.

## Vídeo musical

### Concepte
El vídeo, dirigit per John Maybury, mostra extensament el rostre de Sinéad O'Connor en primer pla reflectint la ira i la malenconia de la lletra mentre la interpreta. Les preses restants són d'ella caminant pel Parc de Saint-Cloud a París. Cap al final del vídeo, dues llàgrimes brollen dels ulls de la cantant. Segons O'Connor, aquestes llàgrimes eren reals. Ella va declarar que no va intentar plorar, però llavors va pensar «que havia de deixar que passés». Va explicar que les llàgrimes van ser ocasionades pel record de la seva mare, morta en un accident automobilístic el 1985. Va declarar que havia après a canalitzar les seves emocions a través del bel canto. Una fotografia de la cantant, realitzada durant l'enregistrament del videoclip, va servir de portada d'I Do Not Want What I Haven't Got.

### Rebuda
El vídeo va guanyar tres estatuetes en l'edició de 1990 dels MTV Vídeo Music Awards en les categories de millor vídeo de l'any (el primer cop que el guardó se l'enduia una artista femenina), millor vídeo femení i millor vídeo post-modern. També va ser candidat al millor vídeo revelació, elecció del públic, i elecció del públic internacional.